# Erioptera (Erioptera) longicauda
Erioptera (Erioptera) longicauda is een tweevleugelige uit de familie steltmuggen (Limoniidae). De soort komt voor in het Palearctisch gebied.